# ابراهیم اسطی
ابراهیم بن عمر کرغلی مشهور به اُسطی (۲۱ نوامبر ۱۹۰۸–۲۶ سپتامبر ۱۹۵۰) شاعر لیبیایی بود. رویدادهای بسیاری مسیر زندگی‌اش را دگرگون نمود. در درنه زاده شد و یتیم پرروش یافت. به هیزم‌شکنی روی آورد تا معاش خود، مادرش و سه برادرش را درآورد. سپس به عنوان خدمتگزار دادگاه درنه کار کرد. نزد قاضی آنجا درس خواند و سپس به مدرسه‌ای در طرابلس رفت. در سال ۱۹۳۵ فارغ‌التحصیل شد و به مصر، سوریه، عراق و اردن سفر کرد. در جنگ جهانی دوم، به عنوان سرباز با ایتالیایی‌ها جنگید. سه سال بعد (۱۹۴۲) ارتش را ترک کرد و به لیبی بازگشت. قاضی درنه برگزیده شد.

اسطی در سال ۱۹۵۰ در ساحل درنه غرق شد و درگذشت.